# Someone New
«Someone New» — песня ирландского автора-исполнителя Хозиера, изданная 11 мая 2015 года в качестве пятого сингла с дебютного студийного альбома Hozier.

## Композиция
«Someone New» — поп-соул песня, указанная как четвёртый трек альбома, написанная Хозиером и Саллаем Мату Гарнеттом. Это была самая старая песня из предыдущих демо-записей Хозиера, попавшая в альбом; он заявил, что этот трек «меньше всего резонировал с ним» к релизу. Песня имеет влияние инди-рока с басом пиццикато, искаженными аккордами и хоровыми гармониями, переплетающимися с эхо-вокалом. Лирика песни носит шутливый характер и имеет «всеобъемлющую тему любви и теистического конфликта», описывается как «поднимающая настроение» и признание его «блуждающих путей», описывая акт влюбленности в незнакомцев. Хозиер заявил, что это «песня о любви […] о любви в ее самой пустой, бессодержательной и тщетной форме».

## Отзывы
«Someone New» получила в целом положительные отзывы от музыкальных критиков: The A.V. Club назвал песню «душевной» и «винтажной», а Exclaim! заявил, что «…в то время как величественный вокал Хозиера исследует атмосферные высоты, он также погружается в пещерные глубины, обращаясь к первобытным и животным вещам». The Irish Times похвалил трек за его «маленькие штрихи» и «спектральный хор», а The Arts Desk дал плохую оценку, негативно сравнив его гитарную работу с треком Джеймса Моррисона.

## Коммерческий успех
Песня заняла 7-е место в чарте Billboard Hot Rock & Alternative Songs, а также попала в тридцатку лучших песен в чартах Billboard Adult Contemporary, Adult Top 40, Alternative Airplay и Rock Airplay соответственно. «Someone New» заняла 13-е место в Irish Singles Chart и попала в чарты Великобритании, Шотландии и Канады.

## Музыкальное видео
Официальное музыкальное видео на песню «Someone New» было выпущено 2 марта 2015 года. В клипе снялась актриса Натали Дормер, а Хозиер предстал лишь в силуэте. В клипе героиня Дормер — «женщина, чьи меркантильные наклонности скрывают всепоглощающее одиночество» — едет в метро по улицам Лондона. Она постоянно представляет себе романтические встречи и обмены с пассажирами и прохожими, а Хозиер исполняет песню в местном пабе. Ролик собрал более 90 миллионов просмотров на YouTube.

## Чарты
| Чарт (2015)                                  | Высшая позиция |
| -------------------------------------------- | -------------- |
| Австралия (ARIA)                             | 24             |
| Бельгия/Фландрия (Ultratip Bubbling Under)   | 5              |
| Канада (Billboard Canadian Hot 100)          | 90             |
| Чехия (Rádio — Top 100)                      | 15             |
| Финляндия (Radiosoittolista Airplay)         | 91             |
| Ирландия (IRMA)                              | 13             |
| Новая Зеландия (Recorded Music NZ)           | 13             |
| Шотландия (OCC Scotland)                     | 12             |
| Словакия (Rádio — Top 100)                   | 55             |
| Великобритания (OCC UK Singles)              | 19             |
| США (Billboard Adult Contemporary)           | 29             |
| США (Billboard Adult Pop Airplay)            | 10             |
| США (Billboard Hot Rock & Alternative Songs) | 7              |
| США (Billboard Rock Airplay)                 | 28             |

## Сертификации
| Регион | Сертификация  | Продажи   |
| --- | ------------- | --------- |
| Австралия (ARIA) | Платиновый    | 70 000    |
| Канада (Music Canada) | 2× Платиновый | 160 000   |
| Дания (IFPI Danmark) | Золотой       | 45 000    |
| Италия (FIMI) | Золотой       | 25 000    |
| Новая Зеландия (RMNZ) | Золотой       | 7500*     |
| Великобритания (BPI) | Платиновый    | 600 000   |
| США (RIAA) | 2× Платиновый | 2 000 000 |
| * Данные о продажах приведены только на основе сертификации. · Данные о продажах + прослушиваниях приведены только на основе сертификации. |               |           |